# スティーヴン・エッケルベリー
スティーヴン・エッケルベリー（Stephen Eckelberry）は、アメリカ合衆国の映画監督。

## 作品
- モスキートマン
- パズル